# Rito delle Esequie

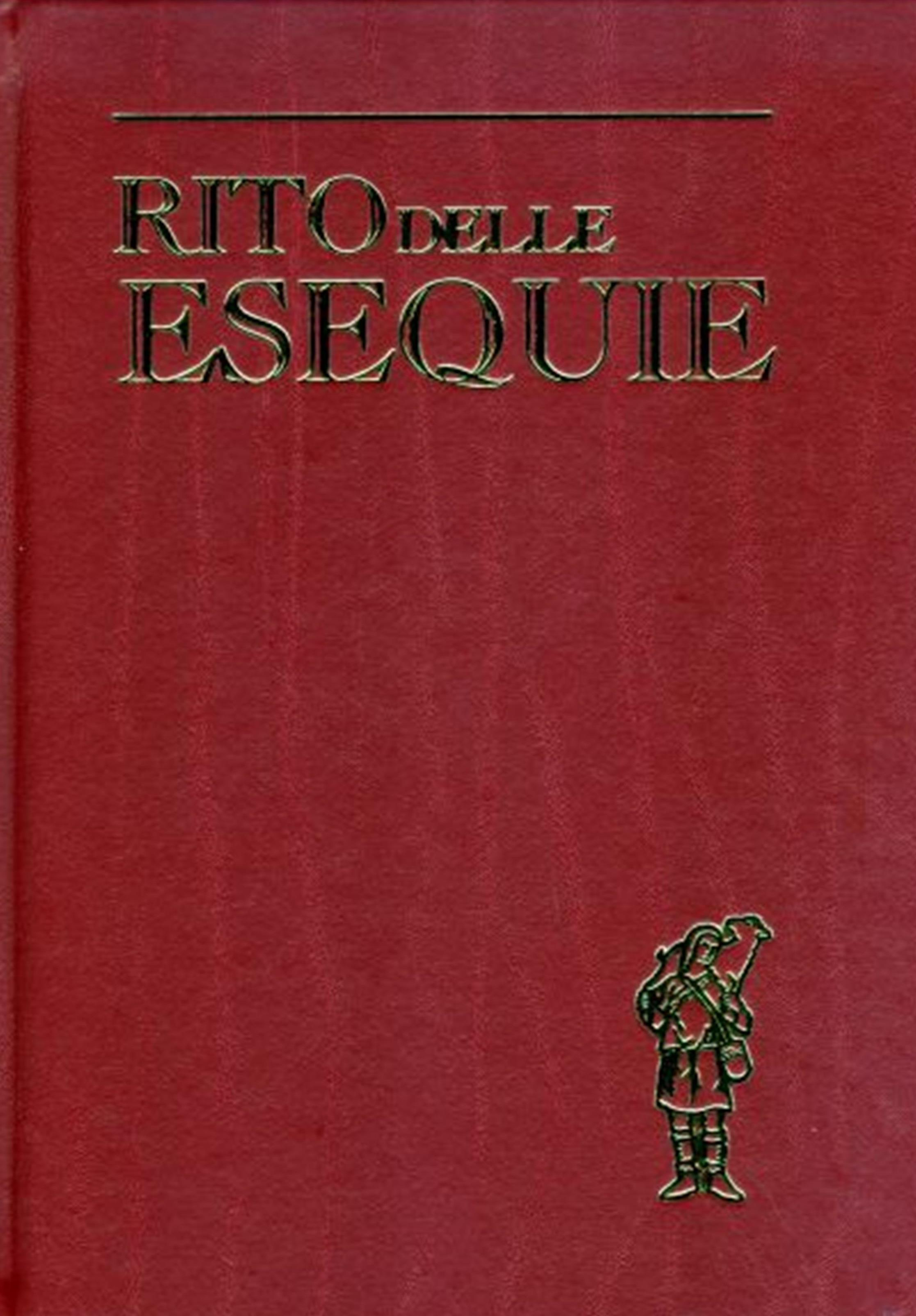
Copertina frontale del Libro sul Rito delle Esequie

Il Rito delle Esequie (in latino Ordinis Exsequiarum, abbreviato: OE) è un testo del Rituale romano per il rito funebre nella Chiesa cattolica.
Riformato a norma dei decreti del Concilio Vaticano II fu approvato dal pontefice Paolo VI che ne autorizzò la promulgazione avvenuta con decreto della Sacra Congregazione per il culto divino, il 21 settembre 1974.

## Le parti costitutive del Rito delle Esequie
Il suddetto libro comprende: un Indice Generale e cinque capitoli.  
- I. IL RITO DELLE ESEQUIE
- II. ESEQUIE DEGLI ADULTI
  - 1 - Preghiera nella casa del defunto
  - 2 - Accoglienza del feretro in chiesa quando non segue immediatamente la liturgia esequiale
  - 3 - Celebrazione delle esequie
  - 4 - Esequie senza la Messa nella cappella del cimitero
  - 5 - Esequie nella casa del defunto
- III. ESEQUIE DEI BAMBINI
- IV. PREGHIERE
- V. LEZIONARIO